# Focke-Achgelis Fa 223
El Focke-Achgelis Fa 223 Drache (‘dragón’ en alemán) fue un helicóptero desarrollado en Alemania durante la Segunda Guerra Mundial. Las acciones ofensivas de los aliados limitaron su producción a unos 18 aparatos. Su planta motriz era un motor radial Bramo 323 de 1000 CV, que hacía girar dos rotores de tres palas de 11,8 m, montados en dos botalones gemelos a cada lado del fuselaje cilíndrico de 12,19 m.
Aunque el Fa 223 podía mantener una velocidad de crucero de 175 km/h, su velocidad máxima en altitud era de 182 km/h que fueron registrados a una altitud de 7100 m. El Drache podía transportar una carga de 1000 kg a una velocidad de crucero de 121 km/h y una altitud de 2.440 m

## Desarrollo
Focke fue destituido de la compañía que cofundó en 1936 por el régimen nazi. La razón aparente es que no era cercano políticamente al partido nazi. Sin embargo, tras impresionar a los dirigentes del Ministerio del Aire con el helicóptero Fw 61, se le sugirió que estableciera una nueva compañía dedicada al desarrollo de helicópteros y que preparara un diseño capaz de portar 700 kg de carga. Focke fundó Focke-Achgelis en 1937 con el piloto Gerd Achgelis y comenzó a desarrollar sus trabajos en Delmenhorst en el año 1938.
Su primer producto fue una versión agrandada del Fa 61, la cual podía transportar a 6 pasajeros denominada Focke-Achgelis Fa 266 "Hornisse" ("avispón"), (contratando el motor, la transmisión y el rotor a BMW Berlinwerke), que fue desarrollado mediante contrato con Deutsche Lufthansa en 1938. El prototipo completó su programa de rodaje y vuelos cautivos estacionarios durante el verano de 1940, y el primer vuelo libre tuvo lugar en agosto de ese mismo año. Por entonces, el proyecto había atraído el interés militar, de modo que el desarrollo prosiguió bajo la designación Fa 223 Drache (Dragón). El Reichsluftfahrtministerium (Ministerio del Aire Alemán) hizo un pedido de 39 ejemplares para someterlos a evaluación en distintos cometidos, que comprendían el entrenamiento, transporte, salvamento y patrulla antisubmarina. El equipo variaba de acuerdo con la misión, e incluía una ametralladora MG 15 y dos bombas de 250 kg, una cabria de salvamento, una cámara de reconocimiento y un depósito auxiliar lanzable de 300 litros de combustible.
En septiembre de 1939 el primer prototipo, el V1, abandonó la factoría de Delmenhorst. Se le dio el apodo de "Drache" y tenía un rotor gemelo similar al utilizado por el Fw 61, pero contaba con una cabina cerrada y un compartimiento de carga, y el motor Bramo montado en mitad de una estructura tubular.
Las pruebas iniciales tuvieron algunos problemas, y el V1 no voló hasta 1940. El motor inicialmente especificado, el BMW Bramo 323D, demostró ser demasiado frágil cuando giraba a altas velocidades, por lo que se reemplazó por el más robusto Bramo 323Q3 de 1000 CV de potencia en los últimos prototipos para mejorar la maniobrabilidad y la capacidad de sustentación. El mayor problema, sin embargo, era la vibración severa causada por los ejes de transmisión desequilibrados cuando los rotores se movían fuera de fase, y esto se podría fijar solamente por la mayor atención al detalle de parte de BMW.
Diez de los 39 ejemplares de preserie fueron completados en la factoría de Bremen antes de que ésta resultase gravemente dañada por los bombardeos, y otros siete fueron construidos en la nueva factoría de la compañía, sita en Laupheim, cerca de Stuttgart; otra planta de montaje (en las proximidades de Berlín) completó un último ejemplar antes del fin de la guerra. Solo llegaron a volar unos pocos ejemplares del Fa 223, y dos fueron capturados por las fuerzas estadounidenses en mayo de 1945 en Ainrign, Austria, pertenecientes al Lufttrannsportstaffel 40. En septiembre uno de estos aparatos, pilotado por su propia tripulación alemana, se convirtió en el primer helicóptero que cruzó en vuelo el Canal de la Mancha cuando se dirigió para su evaluación al Airborne Forces Experimental Establishment, en la base de la RAF de Beaulieu, Hampshire; en octubre, este aparato resultó destruido en un accidente provocado por un fallo mecánico. En la posguerra, su desarrollo continuó en Francia bajo la designación Sud Est SE 3000, de los que el primero efectuó su vuelo inaugural en octubre de 1948.

### Primer vuelo
El V1 realizó su primer vuelo el 3 de agosto de 1940, tras 100 horas de pruebas de tierra. En octubre, fue trasladado al centro de pruebas de Rechlin, donde demostró que podía desarrollar una velocidad de 182 km/h, una razón de ascenso de 528 m por minuto y alcanzar una altitud máxima de 7100 m.

### Variantes
Tras la demostración del helicóptero, el RLM emitió las especificaciones para cinco variantes:
- Fa 223A – Para guerra antisubmarina, podía transportar dos bombas de 250 kg o dos cargas de profundidad.
- Fa 223B – para misiones de reconocimiento; equipado con tanques de combustible desechables.
- Fa 223C – para tareas de búsqueda y rescate, equipado con gancho de rescate con cable de acero.
- Fa 223D – versión de transporte, para reabastecimiento de tropas de montaña.
- Fa 223E – entrenador con control dual.

En febrero de 1941 el V1 se perdió en un accidente tras el fallo del motor a gran altitud y a una velocidad tan baja que no le permitió aterrizar autorrotando.
El V2 fue completado poco después; estaba equipado con una cubierta de la carlinga totalmente acristalada y una ametralladora operada por el observador. Fue destruido en un ataque aliado.

### Prototipo V3
Cuando apareció el prototipo V3, el Ministerio del Aire había abandonado la idea de utilizar diferentes variantes y se había decantado por un único aparato multipropósito que pudiera combinar todos los roles. El V3 reflejaba esta nueva filosofía y sentaba las bases para el diseño de todos los modelos que le siguieron. Incorporaba el control dual y un torno eléctrico.
Al igual que sus predecesores, el cuerpo del V3 consistía en una estructura tubular de acero soldado cubierta con tela tratada para ahorrar peso y hacer que fuera fácil de reparar. Su interior fue dividido en cuatro compartimientos: la cabina, el compartimiento de carga, el del motor y la sección de cola. El motor y la caja de engranajes estaban montadas centralmente y situada mediante una serie de cables tensados con la caja de engranajes delante del motor.

### Producción
La producción en serie del Fa 223 comenzó en la factoría de Focke-Achgelis en Delmenhorst en 1942. El lugar fue atacado por los Aliados y resultaron destruidos los dos prototipos supervivientes y los primeros siete aparatos de preserie, que estaban en la fase final de ensamblaje.
Hubo varios intentos de retomar la producción, pero fueron abandonados en 1943 tras producir siete aparatos en una nueva planta en Laupheim, cerca de Stuttgart. El primer Drache en salir de la nueva factoría, el V11, fue volado por Karl Bode para una serie de películas para el RLM para demostrar las capacidades de carga del Fa 223. Cargas que incluyeron un avión Fiesler Storch completo o el fuselaje de un Me 109 fueron desplazados con gran precisión usando el gancho y el torno eléctrico.
En la primavera de 1944 un Do 217 se estrelló entre Osnabrück y Oldenburg, y se decidió enviar el V11 para recuperar los restos. Desgraciadamente, el V11 se estrelló antes de que pudiera intentar levantar los restos del Do 217.
Entonces, se intentó recuperar ambos aparatos usando el V14. Pilotado por Karl Bode y por el piloto de helicópteros de la Luftwaffe Helmut Gerstenhauer, la operación comenzó el 11 de mayo de 1944. Un pequeño equipo de recuperación de Focke-Achgelis y de la Luftwaffe desmanteló el V11, y el V14 realizó 10 vuelos portando la carga hasta un punto donde podían ser recuperados por vehículos terrestres. Todas las partes importantes del V11 y del Do 217 fueron recuperadas y se logró una experiencia que no se tenía hasta entonces en este tipo de misiones.
Tras esto, el Ministerio del Aire decidió evaluar el potencial del helicóptero como transporte en regiones montañosas, y el V16 fue asignado a la escuela de guerra de montaña en Mittenwald, cerca de Innsbruck, con el V14 como reserva. El objetivo de las pruebas era comprobar cómo se desenvolvía como transporte todo tiempo. Se realizaron un gran número de aterrizajes a altitudes por encima de 1.600 m sobre el nivel del mar y también transportes experimentales de artillería para tropas de montaña. Cuando finalizaron las pruebas en octubre de 1944, se habían efectuado un total de 83 vuelos.
Solo 7 aparatos fueron construidos en Laupheim, tras lo cual un ataque aéreo detuvo la producción en julio de 1944 y dejó fuera de servicio la fábrica. En esos momentos, el prototipo V18 estaba listo para ser probado; 13 Draches fueron ensamblados, y hubo componentes para 19 más. Tras la incursión, el RLM decidió que era inútil seguir con los ensayos, y el personal que había realizado los ensayos de Focke fue asignado al equipo de Messerschmitt.
Solo unas semanas después, Focke recibió nuevas órdenes de retornar a Focke-Achgelis y trasladarlo al aeropuerto Tempelhof en Berlín, donde debían reanudarse las pruebas de vuelo y establecer una línea de producción capaz de sacar adelante 400 helicópteros al mes.

## Variantes
Un híbrido del Fa 223 fue propuesto por Focke con dos cuerpos unidos en línea y con cuatro rotores como helicóptero pesado. La sección central incompleta fue encontrada por las tropas aliadas en Ochsenhausen.

## Operadores
Alemania
- Luftwaffe
  - Transportstaffel 40

Postguerra
 Checoslovaquia
- La Fuerza Aérea Checoslovaca recibió dos aparatos construidos en la postguerra, designados como VR-1.

 Francia
- La Fuerza Aérea Francesa recibió un aparato construido en la postguerra, designado como SE-3000.

## Historia operacional
El V12, tras completar un crucero por Alemania, acudió al Mont Blanc para rescatar a 17 personas atrapadas en la montaña. Un fallo en un enlace mecánico provocó la desintegración de un rotor, y aunque el aparato pudo tomar tierra sobre sus ruedas, se vio lanzado contra un terraplén, con el resultado de la muerte de toda su tripulación.

### Vuelo a Danzig
La compañía había mantenido dos de los cinco Draches supervivientes y pensaba producir nuevos ejemplares en Tempelhof en febrero de 1945. Casi inmediatamente se les ordenó en una "orden especial del Fuhrer" volar a Danzig el 25 de febrero.
Fueron pilotados por Gerstenhauer y dos copilotos. El Drache partió de Tempelhof el 26 de febrero. Primero, con rumbo suroeste, con dirección a Wurzburgo. Gerstenhauer perdió su ruta debido al mal tiempo y hubo de aterrizar en Crailsheim. Cuando mejoró el tiempo, partieron de nuevo y aterrizaron en Wurzburgo para repostar, antes de partir hacia Werder.
En el tercer día, el Drache continuó con rumbo a Stettin-Altdamm, pero el mal tiempo le obligó a aterrizar, esta vez en Prenzlau. Al día siguiente, intentaron volver a partir, pero el mal tiempo les hizo detenerse en Stolp, al oeste de Danzig, ya de noche.
El 5 de marzo, la situación de la guerra empezaba a tornarse definitiva, y Gerstenhauer decidió dejar Stolp antes de la llegada de las tropas rusas. Partieron directamente con rumbo a Danzig sobre el avance del ejército soviético. Cuando llegaron a Danzig se encontraron que la ciudad había caído. Aterrizaron a las afueras de la ciudad a la espera de órdenes, que fueron de retorno inmediato a Werder. El viaje de regreso lo efectuaron a lo largo de la costa del Báltico, vía Garz, y no llegaron a Werder hasta el 11 de marzo.
En total, el vuelo cubrió 1500 km en 16 horas y 25 minutos en el aire.

### TS/40
En enero de 1945, el Ministerio del Aire asignó los tres Draches restantes al Transportstaffel 40 (TS/40) de Mühldorf, Baviera; la Luftwaffe solo tenía una escuadrilla de helicópteros operacionales. El TS/40 fue desplazado a varios sitios, terminando en Ainring, Austria, donde uno de los Draches fue destruido por su piloto para evitar su captura, y los otros dos fueron capturados por las fuerzas de los Estados Unidos.

### Cruce del canal
Los Estados Unidos intentaron enviar por barco los helicópteros capturados, pero solo disponía espacio para uno de los Draches. La RAF objetó contra el plan de destruir el otro, el V14. Gerstenhauer, con dos observadores, voló sobre el Canal de la Mancha desde Cherbourg hasta RAF Beaulieu el 6 de septiembre de 1945, el primer cruce del canal en helicóptero.
El V14 realizó posteriormente pruebas de vuelo en RAF Beaulieu antes de quedar destruido el 3 de octubre al fallar el árbol de transmisión. El accidente fue debido a una incorrecta tensión en los cables de acero que aseguraban el motor.

### Postguerra
- En Francia la compañía Sud-Ouest construyó el SE-3000 como un desarrollo del Fa 223, asistido por Focke. Diseñado como transporte, podía acomodar cuatro pasajeros y usaba un motor de 720 CC Bramo "Fafnir". Fueron fabricados tres aparatos, y el primero voló el 23 de octubre de 1948.[5]
- Dos Fa 223 fueron completados en Checoslovaquia por Ceskoslovenske Zavody Letecke (Avia) entre 1945 y 1946 con componentes procedentes de salvamentos, y fue designado VR-1.[4]

## Especificaciones (Fa 223)

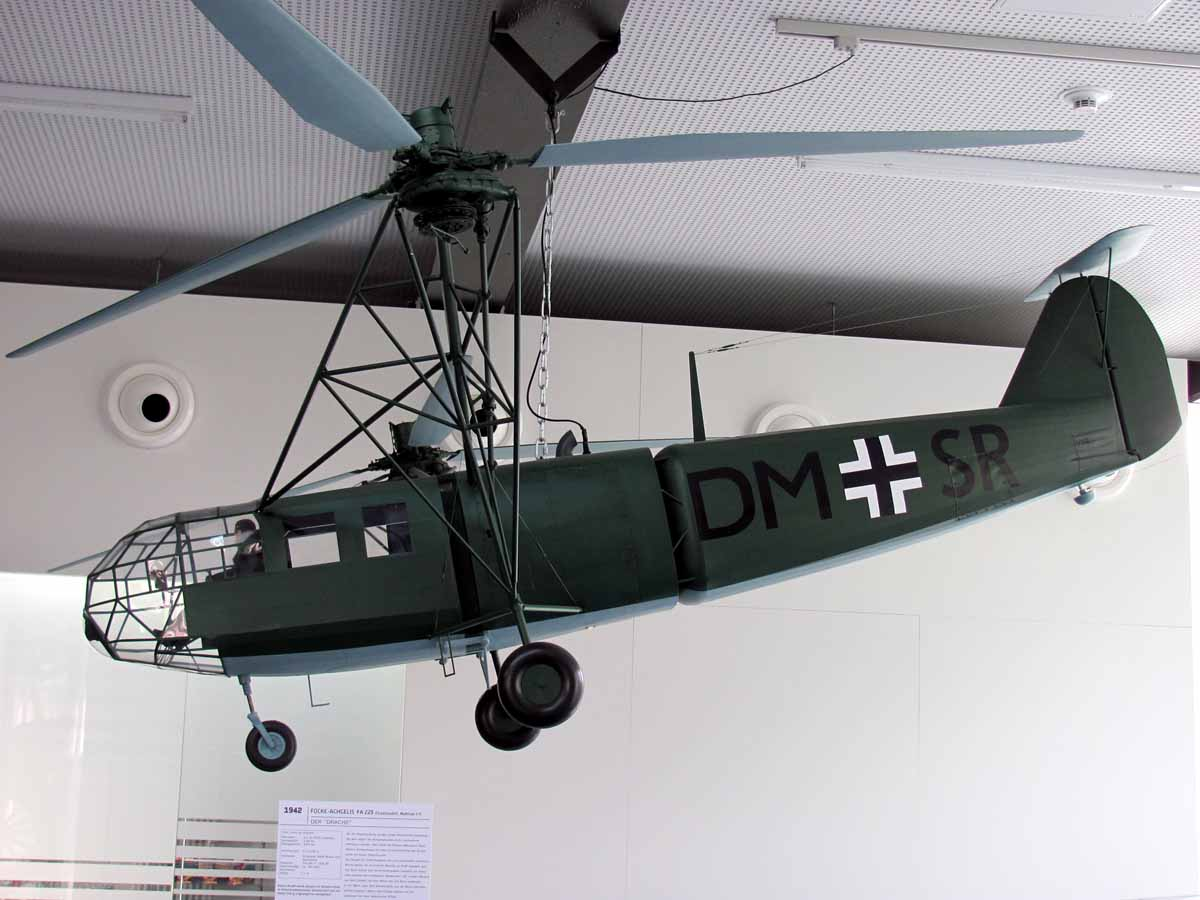
Fa 223 "Drache" en el Hubschraubermuseum, Bückeburg

Referencia datos: 

### Características generales
- Tripulación: 1 piloto + 3 tripulantes (opcional para rol antisubmarino, o búsqueda y rescate)
- Capacidad: piloto y tripulación + 8 soldados o 4 literas para evacuar a soldados heridos.
- Longitud: 12,25 m (40 pies y 2")
- Diámetro rotor principal: 12,00 m (39 pies y 4")
- Altura: 4,35 m (14 pies y 3")
- Área circular: 226 m² (2,435 pies²)
- Peso vacío: 3180 kg (7000 libras)
- Peso cargado: 3.860 kg (8500 libras)
- Peso útil: 1002 kg (2202 libras)
- Peso máximo al despegue: 4.309-4.434 kg (9500-9775 libras)
- Planta motriz: 1× motor radial de 9 cilindros BMW-Bramo 323 D.
  - Potencia: 1000 CV 746 kW

### Rendimiento
- Velocidad máxima operativa (Vno): 175 km/h 94,5 nudos, 109 mph
- Velocidad crucero (Vc): 121 km/h 65,3 nudos, 75 mph
- Alcance: 700 km 378 nmi, 435 mi
- Techo de vuelo: 2400 m (7874 ft) con la carga máxima
- Régimen de ascenso: 4 m/s 13 pies/s

### Armamento
- Armas de proyectiles: 1 ametralladora MG 15 apuntada manualmente en el morro.
- Bombas: 2 bombas de 250 kg (551 lb)

### Desarrollos relacionados
- Focke-Achgelis Fa 61
- Focke-Achgelis Fa 266 Hornisse

### Aeronaves similares
- Flettner Fl 282
- Sikorsky R-4

### Secuencias de designación
- Sistema de designación de aeronaves del RLM: ← He 219 · He 220 · BV 222 · Fa 223 · Fa 224 · Ao 225 · Fa 225 →

### Listas relacionadas
- Anexo:Aeronaves militares de Alemania en la Segunda Guerra Mundial